# 成子天神社
成子天神社（なるこてんじんしゃ）は、東京都新宿区西新宿にある神社。祭神は菅原道真（天満大自在天神）。

## 由緒
創建は延喜3年（903年）。当時、菅原道真の死去を嘆き悲しんだ家臣が、道真の像を配流先の大宰府から持ち帰り祀ったのが始まりであるという。その後、鎌倉時代に源頼朝により社殿が造営された。江戸時代に入ると、将軍徳川家光から土地を下賜された春日局が勧請した。
寛文年間に起きた火災によりそれまでの記録や社宝などが焼失してしまい、現在地に移転。その後、第二次世界大戦中にも空襲により社殿が焼失している。1966年に鉄筋コンクリート製の社殿を造るも、老朽化のため2013年、境内に高層の分譲マンション、賃貸マンションと神社施設を新たに建築して現在に至る。付近が新宿新都心の高層ビル街に変わった現在も、周辺の人々から信仰を得ている。

## 境内末社
- 大鳥神社 - 祭神は日本武尊。
- 鳴子稲荷神社 - 祭神は宇迦之御魂命。「鳴子」とは「成子」の旧表記。
- 浅間神社 - 祭神は木花咲耶姫命。

## 文化財
- 富士塚（成子富士）
神社境内にある富士塚。小山に富士山の溶岩を加えて築き、高さは約12メートル[2]で、大正9年（1920年）に作られた。新宿区内では最大規模。関東大震災（1923年）で崩落したが、再建された[2]。山頂には木花咲耶姫命の像があったが2011年3月11日の東北地方太平洋沖地震（東日本大震災）により北側斜面に落下し、浅間社前に立て直された。また道の途中には七福神が祀られている。普段は非公開で、正月7日間のみ参拝・登攀できる。地元の富士講（丸藤成子講）は既に活動を休止しているが[2]、2010年には富士塚がパワースポットとしてメディアで取り上げられ、毎日数十人の参拝者があったことから、5月頃以降公開された。2011年3月の地震災害に伴い公開を取り止め、8月頃に公開を再開（塚の頂部には青ビニールシートがかけられ、登頂可能なのは大黒天まで）したが、参拝者はほとんどいなかった。工事用の塀が作られ9月末には立ち入れなくなった。新宿区指定有形民俗文化財。「再生プロジェクト」では、富士塚周囲一帯および北参道は27階建てマンションの建築確認対象面積に含めるための地役権が設定されている。
- 力石
かつて例祭などの余興に人々の力くらべなどで使われた石。新宿区指定有形民俗文化財。

## 祭事
- 2月3日 - 節分祭
- 9月25日 - 例祭

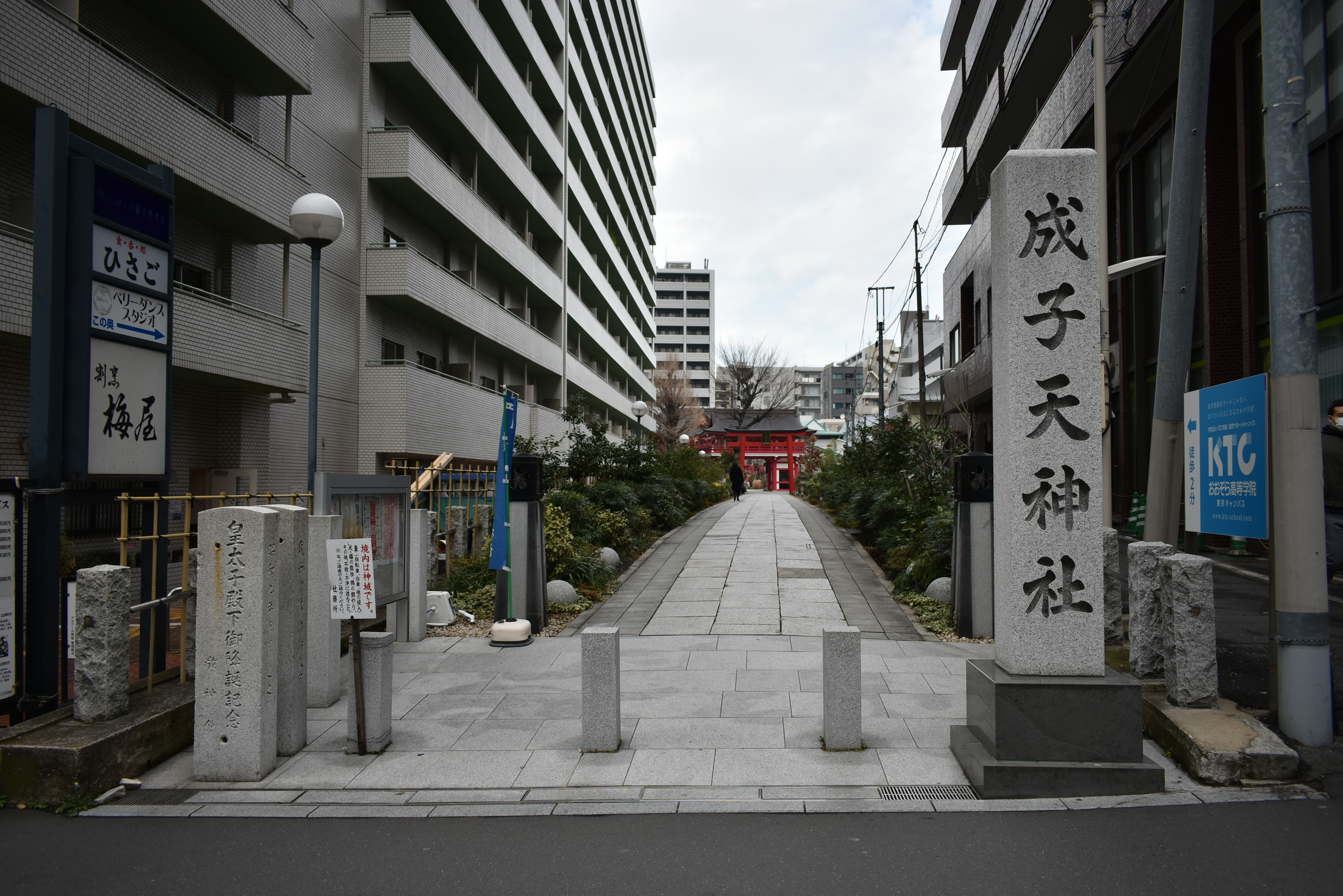
公道より表参道を見る（2019年3月1日撮影）
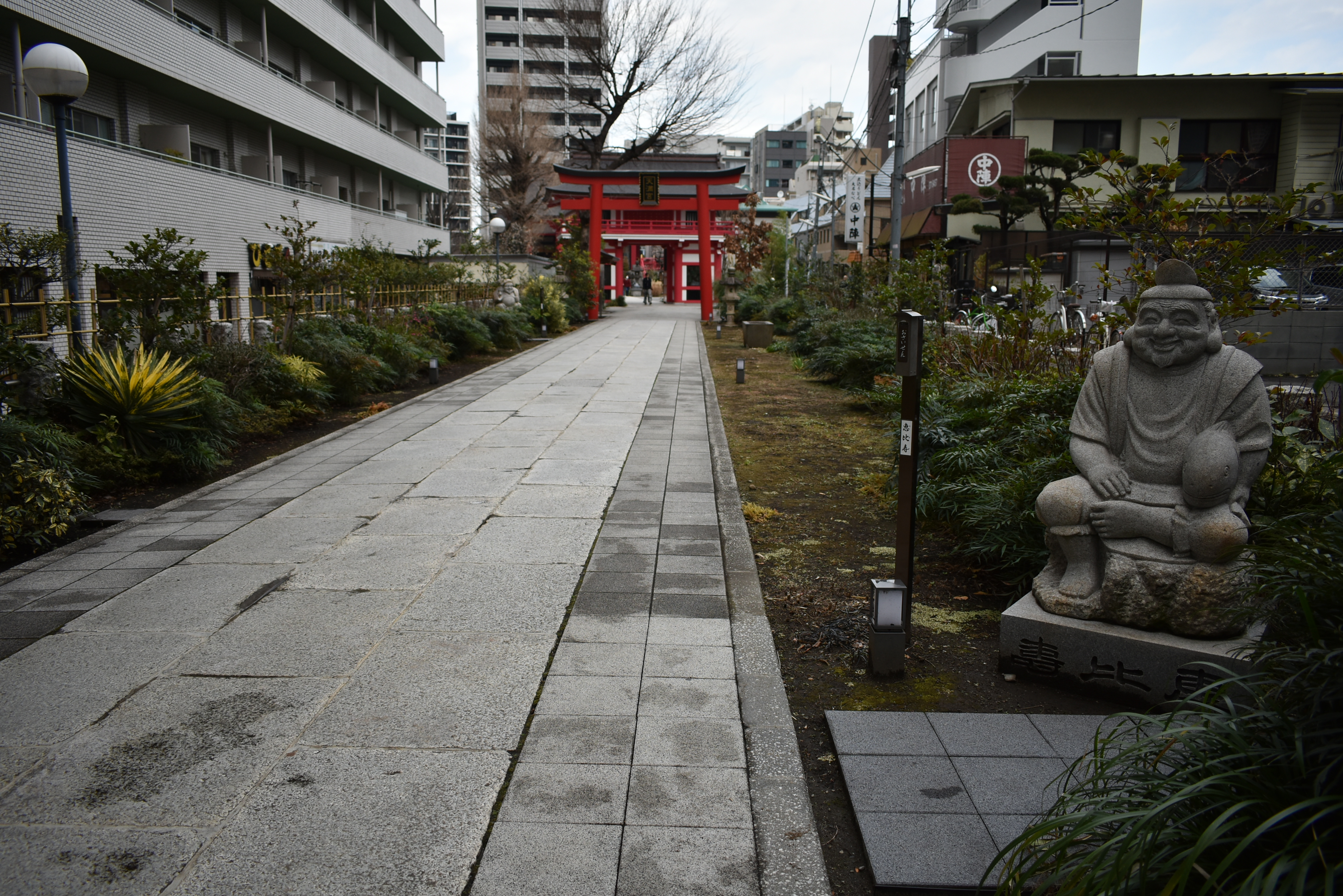
表参道（2019年3月1日撮影）
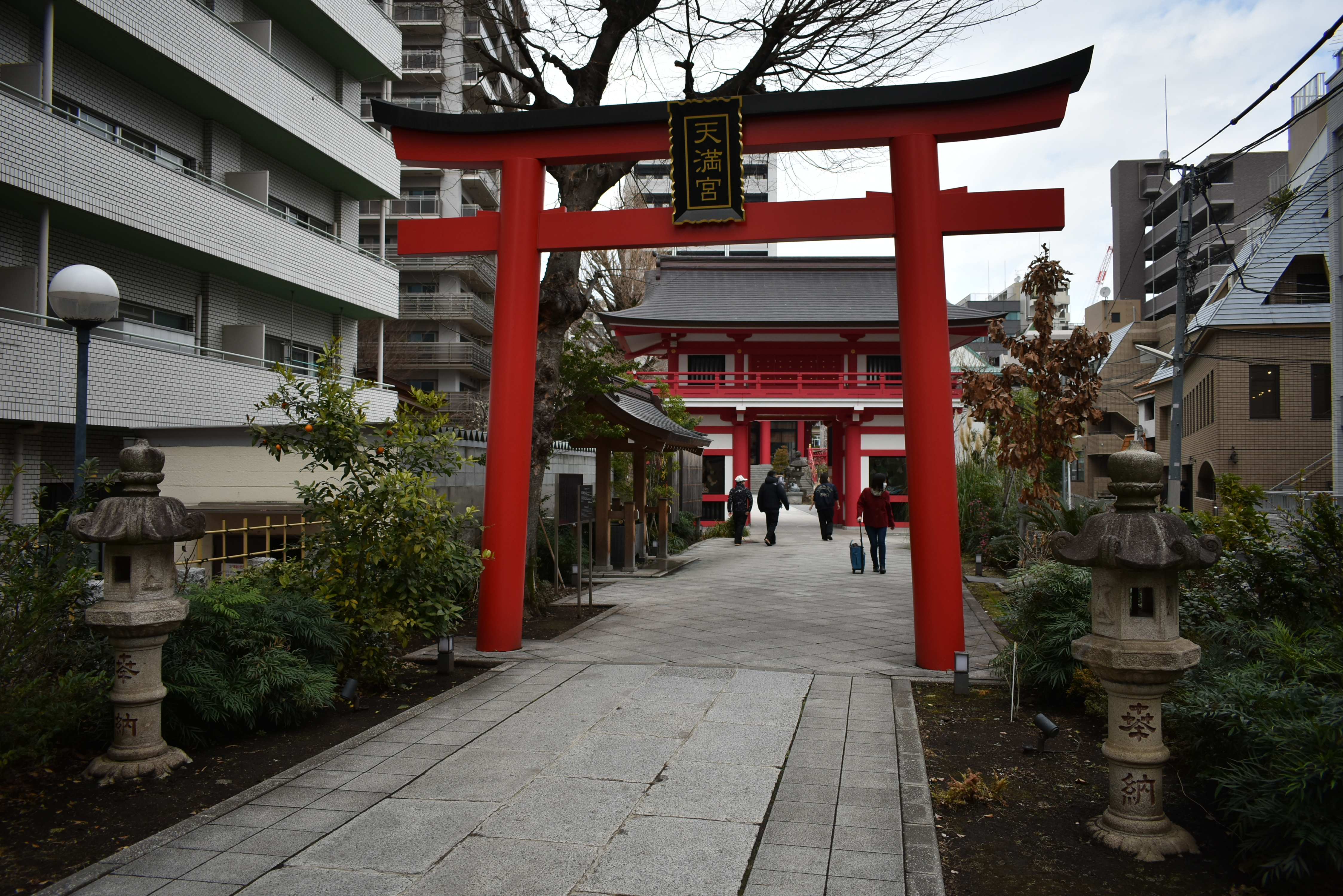
鳥居（2019年3月1日撮影）
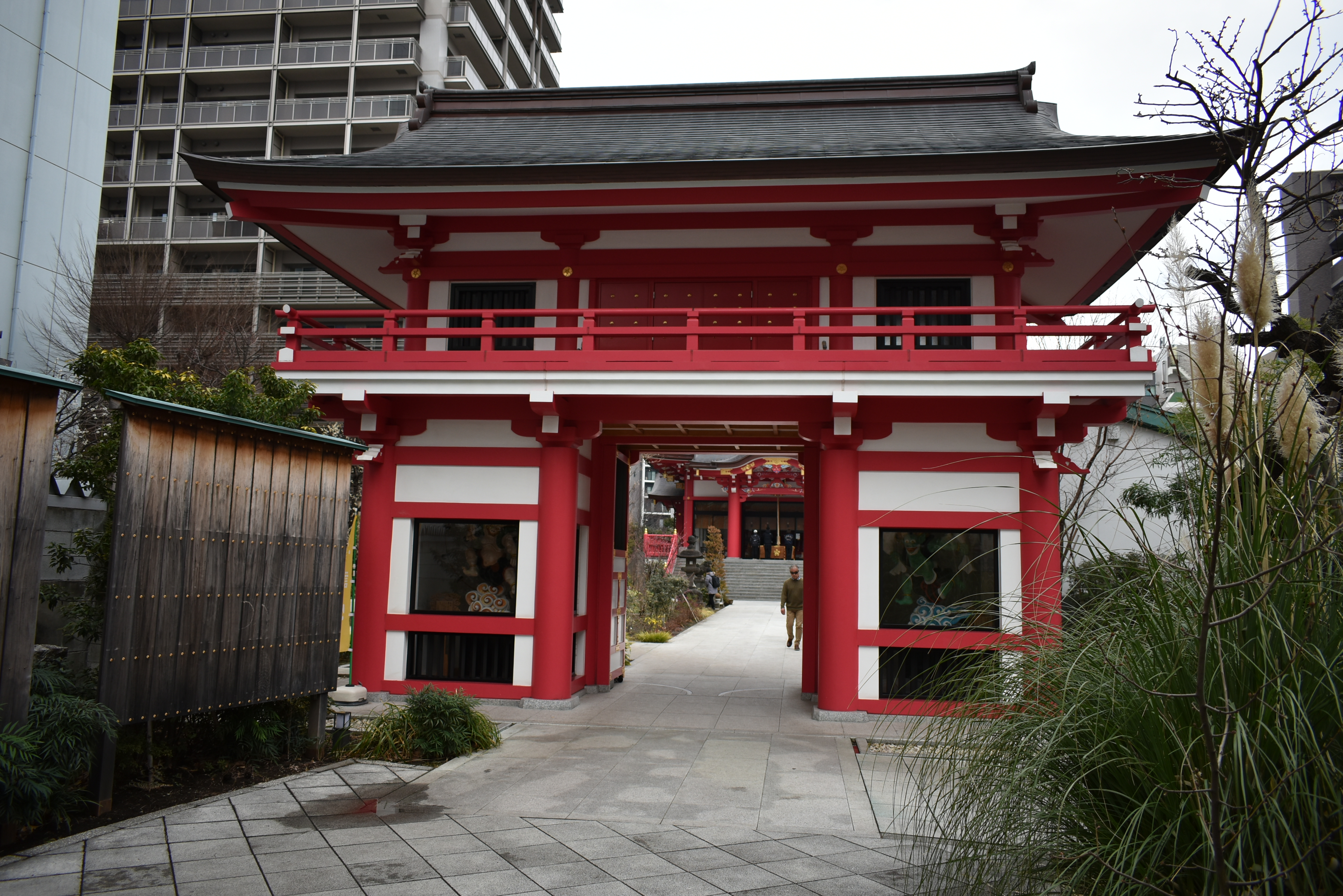
門（2019年3月1日撮影）
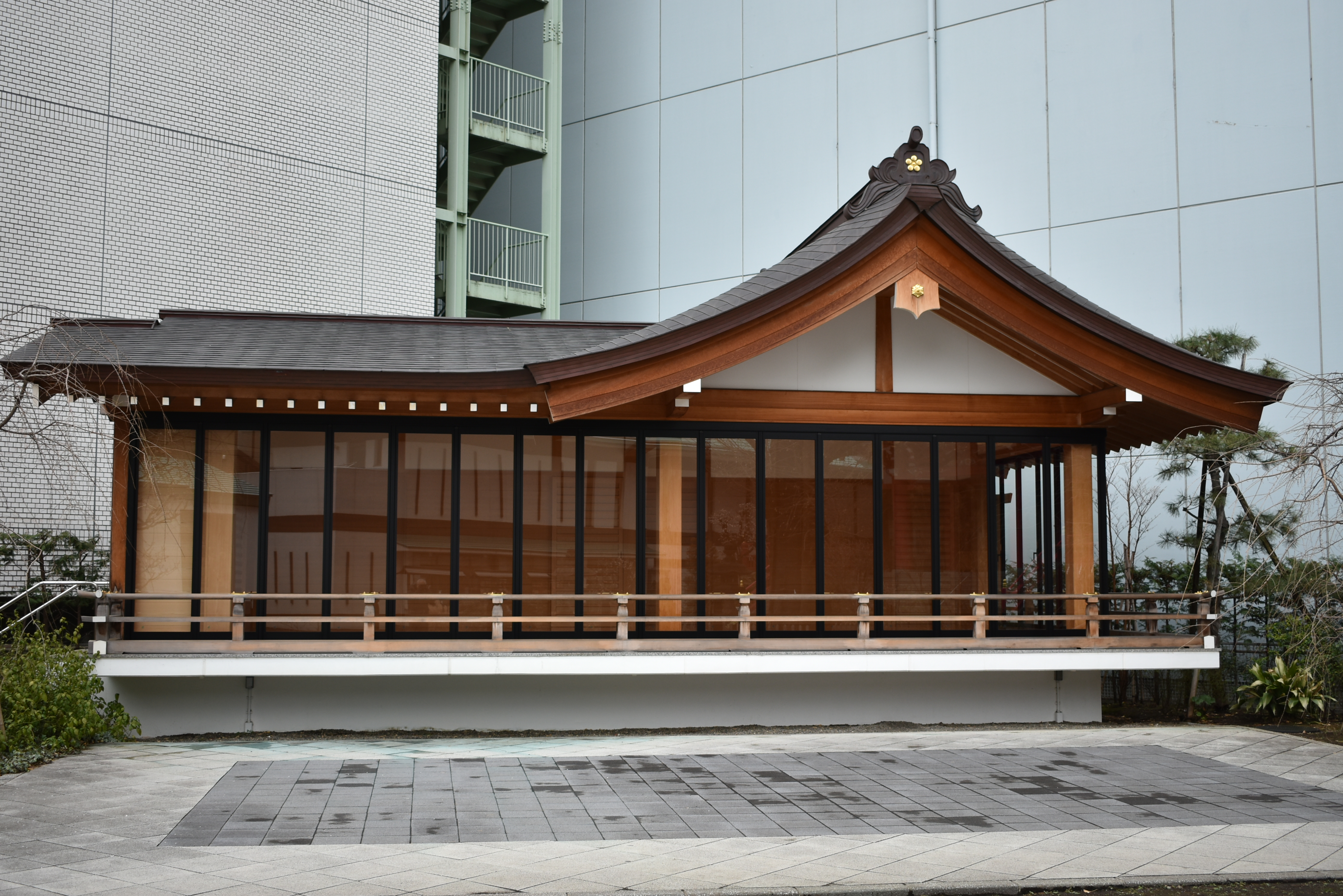
神楽殿（2019年3月1日撮影）
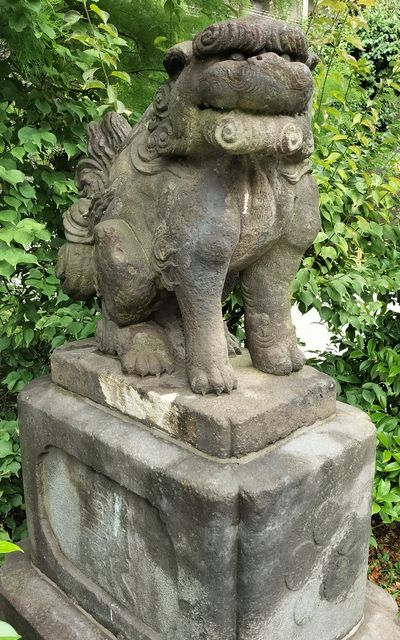
狛犬（左・吽形）
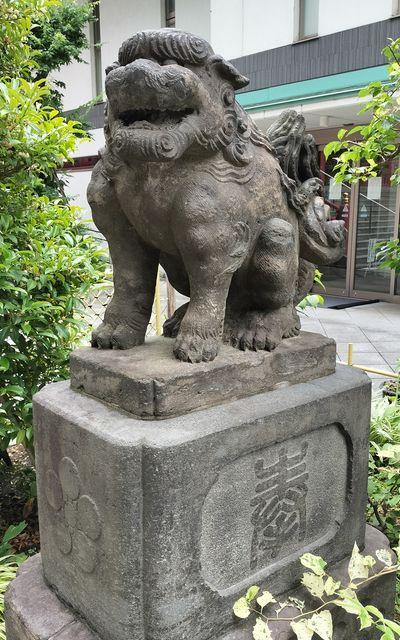
狛犬（右・阿形）
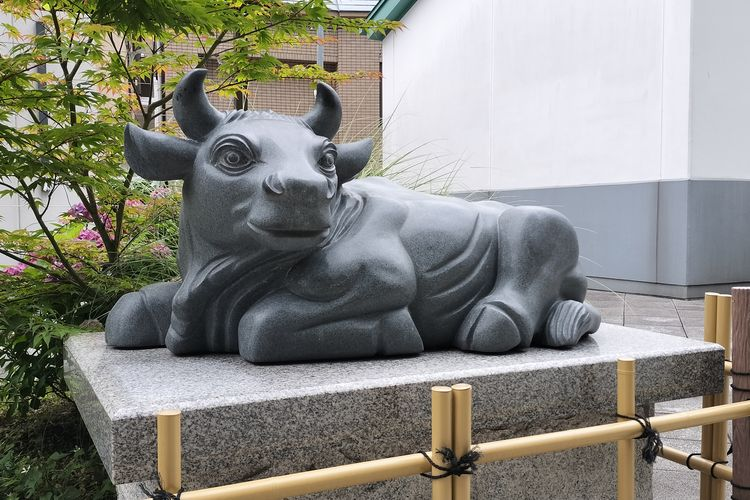
臥牛像（撫牛）
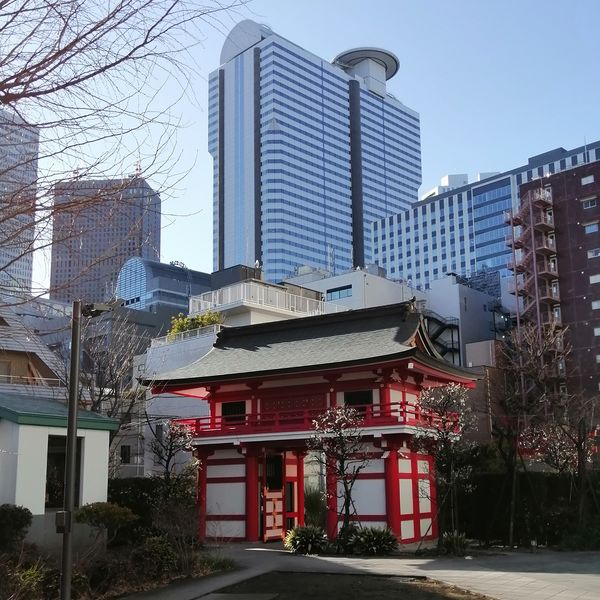
境内より高層ビル群を望む（2023年2月）
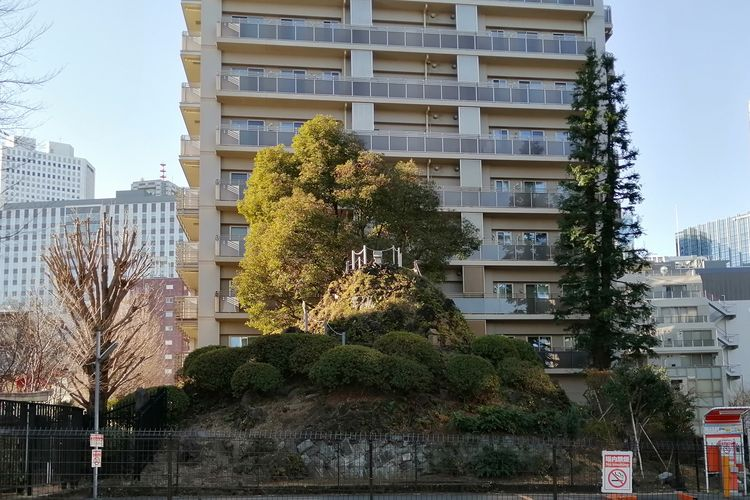
富士塚（2023年2月）
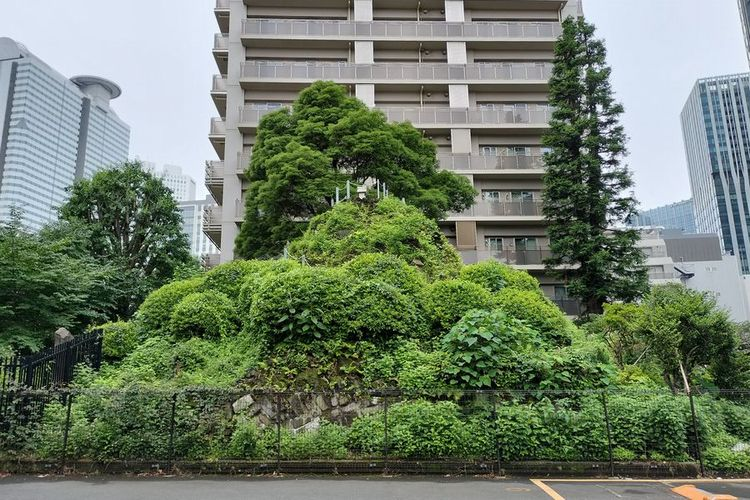
富士塚（2023年6月）
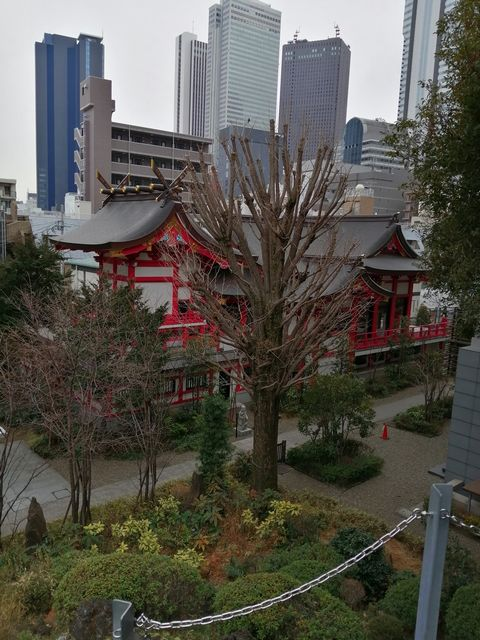
富士塚の頂上より望む（2023年2月）

## 氏子地域
- 新宿区西新宿六丁目1～10、七丁目1･2･8～23、八丁目（全域）

## アクセス
- 東京メトロ丸ノ内線・西新宿駅より徒歩3分。新宿駅から徒歩10分[1]。
- 都営バス「東京医大病院前」停留所

## 登場作品
- アリス・ギア・アイギス

ゲームのイベント内ストーリーにおいて、舞台である成子坂製作所（架空の企業）が本神社と近いことから、キャラクターが本神社を訪れる。その背景には実写真が使用された。また、設定上キャラクターの1人が本神社で巫女を務めている。